# Замок Вудкрофт
Замок Вудкрофт представляет собой переоборудованный средневековый замок в приходе (общине) Эттон (англ. Etton), Кембриджшир, Англия.

## История
Замок Вудкрофт был построен в конце XIII века, около 1280 года, возле города Питерборо в Кембриджшир. Назван в честь семьи Вудкрофт (англ. Woodcroft), которая владела им в то время. Остатки средневекового замка сегодня включают в себя фасад, круглую башню и сторожку у ворот. Существует дискуссия относительно того, является ли оригинальный замок образцом дизайна нормального эдвардианского четырёхугольника, большинство строений такого дизайна с тех пор было потеряно, или, возможно, замок просто никогда не был полностью завершён. Позже тюдоровские преобразования сохранил эти средневековые элементы в текущем дизайне. Замок Вудкрофт удерживался роялистами (кавалерами) во время английской гражданской войны и был успешно атакован и взят парламентскими силами в 1648 году. Сегодня замок числится в перечне зданий Второго Класса.